# László Szalma
László Szalma (ur. 27 października 1957 w Nagymaros) – węgierski lekkoatleta specjalizujący się w skoku w dal.
Trzykrotnie wziął udział w igrzyskach olimpijskich. W Moskwie 1980 zajął 4. miejsce, w Seulu 1988 był szósty, a w Barcelonie 1992 odpadł w kwalifikacjach.
Dwukrotnie był halowym mistrzem Europy: w Mediolanie 1978 i w Budapeszcie 1983, a trzy razy zdobywał srebrne medale: w Pireusie 1985, Madrycie 1986 i Budapeszcie 1988. W San Sebastián 1977 wywalczył brązowy medal. Szalma ma również w dorobku złoty medal Uniwersjady (Bukareszt 1981).
Siedem razy zdobywał mistrzostwo Węgier na otwartym stadionie: w 1978, 1980, 1981, 1982, 1983, 1985 i 1988. Trzynaście razy był mistrzem w hali: w latach 1977–1984 i 1986–1990.

## Rekordy życiowe
- Skok w dal - 8.30 (1985) rekord Węgier
- Skok w dal (hala) - 8.24 (1986) rekord Węgier